# Khantaghy
Khantaghy är en del av en befolkad plats i Kazakstan.   Den ligger i oblystet Sydkazakstan, i den centrala delen av landet, 900 km söder om huvudstaden Astana. Khantaghy ligger 465 meter över havet och antalet invånare är 10 186.
Terrängen runt Khantaghy är kuperad österut, men västerut är den platt. Runt Khantaghy är det glesbefolkat, med 8 invånare per kvadratkilometer. Närmaste större samhälle är Kentau, 5,5 km väster om Khantaghy. Trakten runt Khantaghy består i huvudsak av gräsmarker.